# بونيرة غريبة
بونيرة غريبة (الاسم العلمي:Ponera exotica) هي نوع من حشرات تتبع جنس البونيرة من فصيلة النمليات.